# Lydia Nsekera

Lydia Nsekera, 2018

Lydia Nsekera (* 20. April 1967 in Bujumbura, Burundi) ist eine burundische Sportfunktionärin.
1992 schloss sie ihre Studien in Ökonomie an der Universität von Burundi ab. In ihrer Jugend durfte sie nicht Fußball spielen, weil dies in ihrem Land als verpönt galt. Sie engagierte sich aber später für den afrikanischen Frauenfußball.
Einen ersten Meilenstein in ihrer Karriere als Sportfunktionärin erreichte sie 2004, als sie zur Präsidentin des nationalen Fußballverbandes von Burundi gewählt wurde. 2013 wurde sie in diesem Amt abgewählt.
Mitglied des Internationalen Olympischen Komitees wurde sie im Jahre 2009. Im Mai 2012 wurde sie als erste Frau zum kooptierten Mitglied des FIFA-Exekutivkomitees gewählt und im Mai 2013 wurde sie als erste Frau ein reguläres Mitglied des FIFA-Exekutivkomitees.
2020 wurde sie vom Magazin Forbes eine der 50 mächtigsten Frauen Afrikas genannt.